# LIVE 10th Anniversary' 90
『LIVE 10th Anniversary' 90』（ライヴ テンス アニヴァーサリー ナインティ）は近藤真彦の初のライブ・アルバム。1990年7月19日にリリースされた。発売元はCBS/SONY RECORDS。

## 概要
近藤初で唯一のライブ・アルバム。近藤の26歳誕生日当日にリリースされた。
CDは三方背BOXパッケージ仕様、豪華ブックレット封入。シングル5曲収録。

## 収録曲
※全曲BAND ARRANGEMENT：吉田明彦
1. KICKS [6:07]
作詞：山路禮照／作曲：白井良明
2. 本気さBaby [4:48]
作詞：戸沢暢美／作曲：Mark Davis
3. 気ままにWALKIN' [4:26]
作詞・作曲：歌川和彦
4. THESE GIRLS [5:24]
作詞・作曲：歌川和彦
5. プリズナー [5:04]
作詞・作曲：高橋研
6. Baby Rose [4:20]
作詞・作曲：織田哲郎
7. つのる想い [4:28]
作詞：戸沢暢美／作曲：白井良明
8. ブルージーンズ メモリー [3:02]
作詞：松本隆／作曲：筒美京平
9. あぁ、グッと [4:41]
作詞：康珍化／作曲：吉田拓郎
10. いいかげん [4:51]
作詞：森浩美／作曲：筒美京平
11. 12月、風のバラッド [4:59]
作詞：戸沢暢美／作曲：J.N.Donovan・Leon Walker
12. HIPS [8:16]
作詞・作曲：歌川和彦
13. 気ままにWALKIN' [5:17]
作詞：森浩美／作曲：真野響一郎